# Сержантович Стефанія Стефанівна
Стефанія Стефанівна Сержантович (15 вересня 1942, село Алекса, тепер Островецького району Гродненської області, Білорусь) — радянська діячка, трактористка, завідувачка ферми колгоспу «Пяргале» Вільнюського району Литовської РСР. Член ЦК КПРС у 1990—1991 роках. Депутат Верховної Ради СРСР 10-го скликання.

## Життєпис
З 1958 року працювала колгоспницею, з 1960 року — свинаркою, з 1963 року — трактористкою, з 1964 року — свинаркою і дояркою, з 1968 по 1988 рік — трактористкою колгоспу «Пяргале» («Перемога») Вільнюського району Литовської РСР.
Член КПРС з 1967 року.
У 1978 році закінчила Вільнюську районну вечірньо-заочну середню школу.
У 1988—1990 роках — інженер із техніки безпеки колгоспу «Пяргале» Вільнюського району Литовської РСР.
З травня 1990 року — завідувачка ферми колгоспу «Пяргале» Вільнюського району Литовської РСР.
Подальша доля невідома.